# Quelccaya-gleccser
A Quelccaya-gleccser Peruban, Cusco és Puno megyék határán, az Andokban található jégsapka. Területe 44 km², ezzel a trópusi öv legnagyobb kiterjedésű gleccsere.
1978 óta a jégsapka területének nagyjából 20 százalékát elvesztette és az olvadás sebessége kimutathatóan gyorsul. Az összehasonlító képek alapján becsülhető, hogy 1963 és 1978 között az éves hátrálás 4,7 méter volt. A 21. század első pár évében az éves visszahúzódás 205 méter volt, ami több, mint negyvenszer gyorsabb. A jégsapka elsődleges kivezető jégnyelve, a Qori Kalis-gleccser ugyancsak jelentősen visszahúzódott. Lonnie Thompson és a kutatócsoportja 2000 évre visszamenőleg adatokat gyűjtöttek a Quelccaya-gleccser jégmag mintái alapján.

## Külső hivatkozások
- Lonnie Tompson kutatásai